# Ben Bag Bag
Ben Bag Bag (Ben Bag-Bag, mit vollem Namen angeblich Jochanan ben Bag Bag) soll nach verschiedenen Quellen ein Tannaite im ersten nachchristlichen Jahrhundert gewesen sein.
In der Mischna Awot (Kap. V.) werden zwei den hillelitischen ähnliche (durch ARN, Kap. XII., Hillel selbst zugeschriebene) Aussprüche angeführt (einer von Ben Bag Bag, der zweite von einem angeblichen "Ben He He").
Ggf. handelt es sich um eine Person, die zwei verschiedene Pseudonyme verwendete. Vielleicht waren beide (oder ebendieser eine) Hillel-Schüler; manche sehen in ihm den berühmten Proselyten, den Hillel von der Wahrheit der Tradition überzeugte.
Eine besondere Spekulation im Zusammenhang mit der Wichtigkeit des hebräischen Alphabets findet sich in bSabb. 31a. Auch werden verschiedene gematrische Überlegungen (Zahlenwert "He" = "Bag") angestellt und daraus u. a. die Schlussfolgerung gezogen, Bag Bag und He He seien ein und dieselbe Person.
Der bekannteste Ausspruch des Ben Bag Bag ist (Awot V., 26): 
Wende sie [die Tora] hin und her, denn alles ist in ihr enthalten ...
(gemäß Kommentar der Bamberger-Awot-Ausgabe, Goldschmidt, Basel 2003, Seite 122, zur Stelle: "Wende sie hin und her; beschäftige dich dauernd mit der schriftlichen und mündlichen Lehre und denke nicht, dass mit der nach der vorhergehenden Mischna im achtzehnten Lebensjahr erfolgenden Gründung eines eigenen Hauswesens und den damit verbundenen irdischen Sorgen das Thoralernen aufhören darf. Denn alles ist in ihr; sie enthält alles und ist in geistiger und körperlicher Beziehung die unerschöpfliche Quelle des Guten, Nützlichen und Wahren"). - Tatsächlich herrschte und herrscht bis heute in vereinzelten jüdischen Gruppierungen die Auffassung vor, dass, wenn schon nicht die Tora, so doch der Talmud alles (in religiöser und sogar weltlicher Hinsicht) enthalte, so dass die zusätzliche Lektüre anderer Schriften überflüssig (nach einigen sogar verboten) sei. Zum Beweis der Richtigkeit dieser Auffassung wird auch obiges Zitat angeführt.
Ben He He schließt den Traktat Aboth formal ab mit seinem Ausspruch:
Nach dem Maß der Mühe ist der Lohn
(= Nach der Anstrengung, die man unternimmt, nicht nach der tatsächlichen Verwirklichung der Ziele, wird der Lohn bemessen).